# Lars Flüggen
Lars Flüggen (24 de maio de 1990) é um jogador de vôlei de praia alemão.

## Carreira
Lars Flüggen representou, ao lado de Markus Böckermann, seu país nos Jogos Olímpicos de Verão. Nos Jogos Olímpicos de Verão de 2016, terminand na fase de grupos.
E a partir de 2018 anunciou a parceria com Nils Ehlers obtendo no Circuito Mundial de 2019 o vice-campeonato no Aberto de Tóquio, categoria quatro estrelas.

## Títulos e resultados
- Torneio 4* de Tóquio do Circuito Mundial de Vôlei de Praia:2019

## Premiações individuais
[carece de fontes?]